# Krásna Lúka
Krásna Lúka (węg. Széprét, niem. Schönweis) – wieś (obec) na Słowacji, w kraju preszowskim, w powiecie Sabinov, w regionie zwanym Szaryszem. Zwarta zabudowa wsi znajduje się nad obydwoma brzegami potoku o nazwie Kučmanovský potok i jego dopływów – potoków Črhľa i Holigrund. Pierwsza pisemna wzmianka o miejscowości pochodzi z roku 1329.

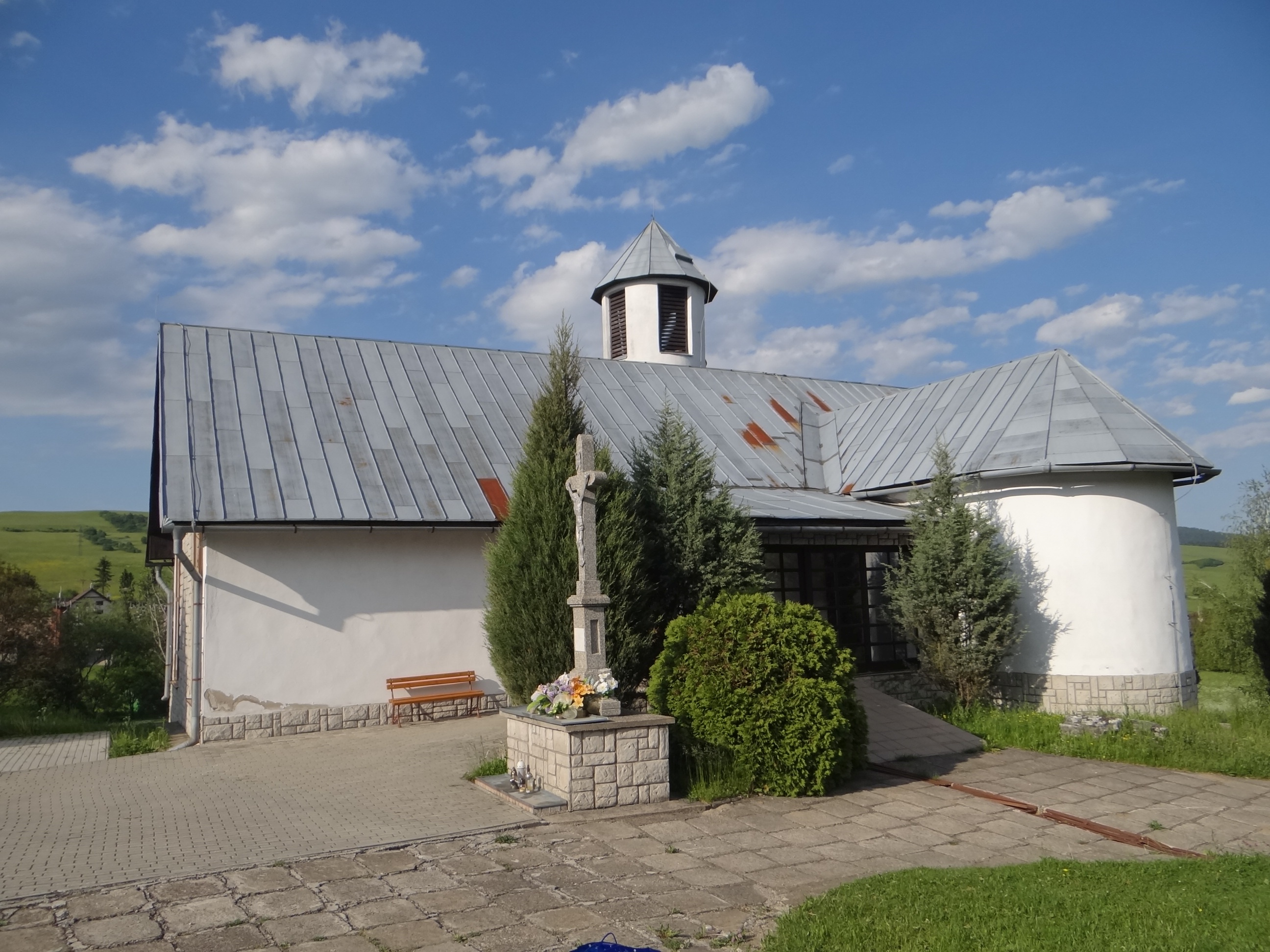
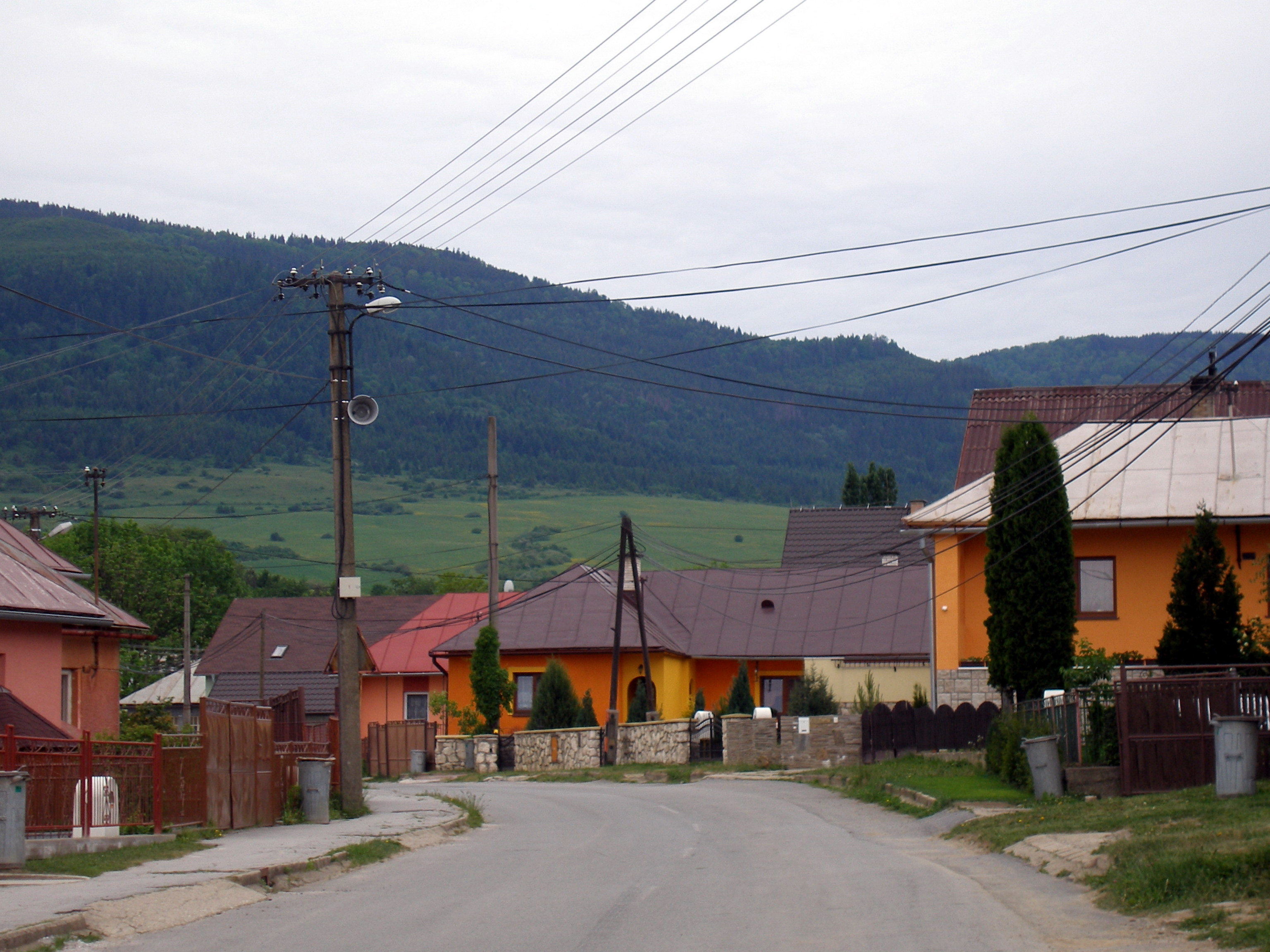
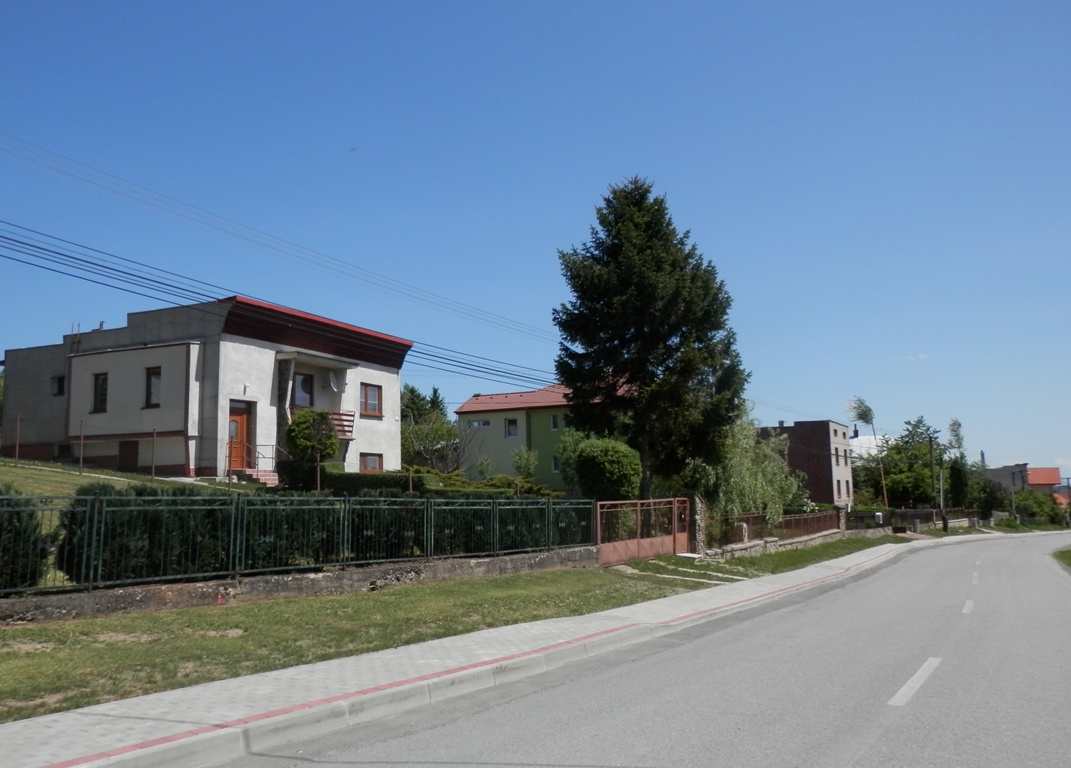